# Fronte Democratico (Bosnia ed Erzegovina)
Il Fronte Democratico (Demokratska fronta; Демократски фронт; abbreviato in DF) è un partito politico socialdemocratico della Bosnia ed Erzegovina.
Il Fronte Democratico è stato fondato da Željko Komšić, membro croato della Presidenza della Bosnia ed Erzegovina, dopo aver lasciato il Partito Socialdemocratico di Bosnia ed Erzegovina (SDP BiH) nel luglio 2012.
Alle elezioni generali del 2014, il Fronte Democratico guidato da Željko Komšić si impone come prima forza di centrosinistra superando i socialdemocratici dello SDP. Il DF elegge 5 membri su 42 alla Camera dei Rappresentanti e un membro su 15 alla Camera dei Popoli della Bosnia ed Erzegovina, oltre a 14 rappresentanti su 98 alla Camera dei Rappresentanti e 15 rappresentanti su 58 alla Camera dei Popoli della Federazione di Bosnia ed Erzegovina. Alle stesse elezioni lo SDP subisce la più grande sconfitta elettorale della sua storia. Dopo le elezioni del 2014, tra marzo e dicembre 2015 DF ha fatto parte del governo a livello federale e nazionale; in seguito si è collocato all'opposizione.